# Ommo Grupe
Ommo Grupe (* 4. November 1930 in Warsingsfehn; † 26. Februar 2015 in Tübingen) war ein deutscher Sportwissenschaftler und Sportfunktionär. Der gebürtige Ostfriese gilt als Nestor der Sportwissenschaften in Deutschland.

## Leben
1968 habilitierte sich Grupe als erster in der Bundesrepublik in der Disziplin Sportwissenschaft. In der Weimarer Republik und der NS-Zeit war es bereits vereinzelt zu Habilitationen gekommen, so z. B. durch Klemens Wildt in Geschichte und Pädagogik der Leibesübungen (1933 an der Universität Rostock), der seit 1962 Professor und Direktor des Instituts für Leibesübungen der Universität Bonn war. Nach Einschätzung der Deutschen Vereinigung für Sportwissenschaft hatte Grupe „einen entscheidenden Anteil daran,“ dass es das Fach Sportwissenschaft an den Universitäten gebe. Vor allem die pädagogischen und ethisch-moralischen Fragen im Sport haben Grupe fasziniert und beschäftigt. Er vertrat die Ansicht, dass nur ein Leistungssport, „der nicht den Maximen der Unterhaltungsbranche und politischen Vorgaben folgt, sondern seine eigenen Erlebnis- und Erfahrungsformen entwickelt“ seiner pädagogischen Idee treu bleibe.
Grupe verfolgte dem Sporthistoriker Michael Krüger zufolge die Vision eines „besseren Sports“. Sein Wirken haben dem Sport, der wissenschaftlichen Begleitung und Erforschung des Sports sowie einem humanen Sport gegolten. Er habe sich für „‚mündige Athleten‘, Fair Play und einen anspruchsvollen Schul- und Vereinssport, der in Politik, Öffentlichkeit, Kultur und Wissenschaft gebührende Anerkennung findet“, eingesetzt.
Der Schulsport trägt in hohem Maße die Handschrift der wissenschaftlichen Erkenntnisse Grupes und seiner Tübinger Mannschaft in den frühen 1970er-Jahren. Als jahrzehntelanger Direktor des Instituts für Sportwissenschaft an der Universität Tübingen sei es Grupe zu verdanken gewesen, dass das Sportinstitut der Universität Tübingen als „Zentrum und Mekka der deutschen Sportpädagogik und Sportwissenschaft“ gegolten habe, urteilte Krüger.
Grupe war immer auch Funktionär. Seit 1962 war er Mitglied des Beirats im Deutschen Sportbund (DSB) (heute Deutscher Olympischer Sportbund), seit 1974 gehörte er dem Präsidium an, und von 1986 bis 1994 war er Vizepräsident des DSB. 26 Jahre lang amtierte er als Vorsitzender des Direktoriums des Bundesinstituts für Sportwissenschaft in Köln (jetzt in Bonn). Nach den Olympischen Sommerspielen 1976 und den Schlagzeilen über dort eingesetzte leistungssteigernde Mittel in der bundesdeutschen Olympiamannschaft leitete Grupe eine von Deutschem Sportbund und Nationalem Olympischen Komitee eingesetzte Kommission, die die „Grundsatzerklärung des DSB und des NOK für den Spitzensport“ ausarbeitete, welche im Juni 1977 veröffentlicht wurde. In dieser Grundsatzerklärung hieß es unter anderem, „die deutsche Sportbewegung“ lehne „jede medizinisch-pharmakologische Leistungsbeeinflussung und technische Manipulation am Athleten zum Zwecke der Leistungssteigerung ab“. Die Grundsatzerklärung sei laut Krüger Ausdruck Grupes Hoffnung gewesen, dem „moralischen Verfall des Sports entgegenwirken zu können“, enthielt aber auch einen Abschnitt, der laut Erik Eggers „im Grunde ein Doping-Freibrief für die Sportmedizin“ war. 1983 wurde, erneut unter Grupes Leitung, eine Neufassung vorgelegt. 2012 äußerte Grupe, die Grundsatzerklärungen seien „fast wirkungslos“ geblieben.
Das Bundesinstituts für Sportwissenschaften (BISP) habe „für die bundesdeutsche Anabolika-Forschung im Zusammenwirken des haupt- und des ehrenamtlichen Apparates eine zentrale Rolle“ gehabt, Grupe als Direktoriumsvorsitzender und Keul hätten dabei „zentrale Positionen“ eingenommen, heißt es in der Studie „Doping in Deutschland von 1950 bis heute aus historisch-soziologischer Sicht im Kontext ethischer Legitimation“. Dass er als Vorsitzender des Direktoriums des BISp gegen die Finanzierung von Dopingstudien (das BISp entschied über die Vergabe der Forschungsgelder) nichts unternommen habe, kommentierte Grupe 2013 mit den Worten „Ich habe manches, was da passiert ist, erst spät bemerkt“. Anabolika sei durch die Sportmediziner im Direktorium „immer auch als eine ärztliche Indikation vermittelt“ worden, äußerte Grupe. Herbert Reindell als stellvertretender Vorsitzender des Direktoriums habe laut Grupe stets gesagt, „er sei gegen das Doping, gleichwohl müsse erforscht werden, welche schädlichen Nebenwirkungen es hat.“ Grupe wurde vorgeworfen, die Dopingpraxis als Mitwisser mitgetragen zu haben.
Grupe sorgte sich stets um die Unabhängigkeit des Sports von der Ministerialbürokratie. Grupe betonte, dass die Interessen des Sports nicht immer auf einer Linie mit den Interessen der Ministerien liegen und man um Unabhängigkeit kämpfen müsse.
Grupe war Begründer der Zeitschrift Sportwissenschaft (The German Journal of Sport Science) und gab die Zeitschrift über mehr als drei Jahrzehnte als geschäftsführender Herausgeber heraus. Im April 2005 wurde Grupe in Münster aus der Redaktionsleitung der Zeitschrift verabschiedet.
Grupe war Herausgeber der im Verlag Karl Hofmann erscheinenden Reihe Sportwissenschaft – Ansätze und Ergebnisse. Seit 2007 vergibt die Sektion Sportpädagogik der Deutschen Vereinigung für Sportwissenschaft den Ommo-Grupe-Preis, mit dem Arbeiten des sportpädagogischen Nachwuchses ausgezeichnet werden.

## Ehrungen
- 1980: Verdienstkreuz 1. Klasse der Bundesrepublik Deutschland
- 1988: International Fellow der National Academy of Kinesiology

## Bibliographie
- 1959: Leibesübung und Erziehung
- 1965: Studien zur pädagogischen Theorie der Leibeserziehung
- 1968: Einführung in die Theorie der Leibeserziehung
- 1969: Grundlagen der Sportpädagogik (3. Aufl. 1984)
- 1982: Bewegung, Spiel und Leistung im Sport. Grundthemen der Sportanthropologie
- 1985: Sport und Leibeserziehung (mit Helmuth Plessner und Hans Erhard Bock)
- 1987: Sport als Kultur
- 2000: Lexikon der Ethik im Sport (mit Dietmar Mieth)
- 2000: Vom Sinn des Sports
- 2007: Einführung in die Sportpädagogik. 3. Auf. (mit Michael Krüger)
- 2012: Tübinger Texte zum Sport

## Veröffentlichungen über Ommo Grupe
- Ommo Grupe, Nestor der Sportwissenschaft Film von Fritz Dannenmann (Videoband im AVZ der Pädagogischen Hochschule Heidelberg).
- Für einen besseren Sport. Ommo Grupe zum 60. Geburtstag. Hrsg. von Hartmut Gabler und Ulrich Göhner.